# Fotballklubben Bodø/Glimt
El Fotballklubben Bodø/Glimt és un club noruec de futbol de la ciutat de Bodø.

## Història
El club va ser fundat el 19 de setembre de 1916 amb el nom de Footballclub Glimt. El 1919 guanyà el seu primer títol, el campionat del comtat de Nordland. Com els clubs del nord no eren permesos de participar en la copa noruega (fins al 1963), el Glimt participà en la copa de Noruega del Nord amb notable èxit (9 títols). L'any 1975 aconseguí guanyar la seva primera competició nacional, la copa, que repetí el 1993. El 1992 adoptà el seu actual nom FK Bodø-Glimt.

## Palmarès
- Copa noruega de futbol (2): 1975, 1993
- Copa de Noruega del Nord de futbol (9): 1930, 1933, 1934, 1939, 1952, 1963, 1964, 1967, 1969
- Lliga de Noruega del Nord de futbol (2): 1974, 1975

## Jugadors destacats
- Harald "Dutte" Berg
- Arne Hansen
- Jahn Ivar "Mini" Jakobsen
- Ørjan Berg
- Runar Berg
- Harald Brattbakk
- Erik Hoftun
- Bengt Sæternes
- Stig Johansen
- Jon Abrahamsen
- Arild Olsen
- Tom Kåre Staurvik